# Крављи До
Крављи До је насеље у Србији у општини Мало Црниће у Браничевском округу. Према попису из 2022. било је 212 становника.

## Демографија
У насељу Крављи До живи 288 пунолетних становника, а просечна старост становништва износи 43,5 година (39,5 код мушкараца и 48,3 код жена). У насељу има 91 домаћинство, а просечан број чланова по домаћинству је 3,90.
Ово насеље је великим делом насељено Србима (према попису из 2002. године), а у последња три пописа, примећен је пад у броју становника.
|  |

| Демографија | Демографија | Демографија |
| Година      | Становника  | Становника  |
| ----------- | ----------- | ----------- |
| 1948.       | 543         |             |
| 1953.       | 580         |             |
| 1961.       | 557         |             |
| 1971.       | 532         |             |
| 1981.       | 492         |             |
| 1991.       | 428         | 371         |
| 2002.       | 355         | 416         |
| 2011.       | 283         |             |

| Етнички састав према попису из 2002.‍ | Етнички састав према попису из 2002.‍ | Етнички састав према попису из 2002.‍ | Етнички састав према попису из 2002.‍ | Етнички састав према попису из 2002.‍ |
| ------------------------------------ | ------------------------------------ | ------------------------------------ | ------------------------------------ | ------------------------------------ |
|                                      |                                      |                                      |                                      |                                      |
| Срби                                 | Срби                                 |                                      | 354                                  | 99,71%                               |
| Румуни                               | Румуни                               |                                      | 1                                    | 0,28%                                |
| непознато                            | непознато                            |                                      | 0                                    | 0,0%                                 |

| Година пописа     | 1948. | 1953. | 1961. | 1971. | 1981. | 1991. | 2002. |
| ----------------- | ----- | ----- | ----- | ----- | ----- | ----- | ----- |
| Број домаћинстава | 113   | 118   | 118   | 117   | 111   | 102   | 91    |

| Број чланова      | 1  | 2  | 3  | 4  | 5  | 6  | 7  | 8 | 9 | 10 и више | Просек |
| ----------------- | -- | -- | -- | -- | -- | -- | -- | - | - | --------- | ------ |
| Број домаћинстава | 18 | 13 | 10 | 13 | 11 | 10 | 14 | 2 | 0 | 0         | 3,90   |

| Пол    | Укупно | Неожењен/Неудата | Ожењен/Удата | Удовац/Удовица | Разведен/Разведена | Непознато |
| ------ | ------ | ---------------- | ------------ | -------------- | ------------------ | --------- |
| Мушки  | 147    | 28               | 102          | 10             | 7                  | 0         |
| Женски | 146    | 8                | 105          | 32             | 1                  | 0         |
| УКУПНО | 293    | 36               | 207          | 42             | 8                  | 0         |

| Пол    | Укупно                    | Пољопривреда, лов и шумарство | Рибарство                            | Вађење руде и камена | Прерађивачка индустрија       |
| ------ | ------------------------- | ----------------------------- | ------------------------------------ | -------------------- | ----------------------------- |
| Мушки  | 89                        | 57                            | 0                                    | 2                    | 12                            |
| Женски | 65                        | 53                            | 0                                    | 0                    | 2                             |
| УКУПНО | 154                       | 110                           | 0                                    | 2                    | 14                            |
| Пол    | Производња и снабдевање   | Грађевинарство                | Трговина                             | Хотели и ресторани   | Саобраћај, складиштење и везе |
| Мушки  | 1                         | 5                             | 5                                    | 0                    | 2                             |
| Женски | 0                         | 0                             | 5                                    | 0                    | 1                             |
| УКУПНО | 1                         | 5                             | 10                                   | 0                    | 3                             |
| Пол    | Финансијско посредовање   | Некретнине                    | Државна управа и одбрана             | Образовање           | Здравствени и социјални рад   |
| Мушки  | 0                         | 0                             | 2                                    | 0                    | 1                             |
| Женски | 0                         | 0                             | 0                                    | 1                    | 1                             |
| УКУПНО | 0                         | 0                             | 2                                    | 1                    | 2                             |
| Пол    | Остале услужне активности | Приватна домаћинства          | Екстериторијалне организације и тела | Непознато            | Непознато                     |
| Мушки  | 2                         | 0                             | 0                                    | 0                    | 0                             |
| Женски | 2                         | 0                             | 0                                    | 0                    | 0                             |
| УКУПНО | 4                         | 0                             | 0                                    | 0                    | 0                             |